# The Portrait of Mr. W. H.

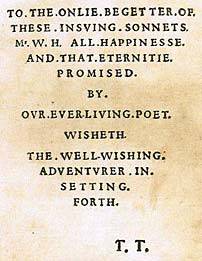
Dedicatória a Mr. W. H. nos sonetos de Shakespeare.

"The Portrait of Mr. W. H." é um conto do escritor irlandês Oscar Wilde, publicado originalmente na Blackwood's Magazine em 1889. Mais tarde, foi adicionado à coletânea Lord Arthur Savile's Crime and Other Stories, embora não nas primeiras edições do livro. Wilde planejou uma versão expandida, com quase o dobro do tamanho da versão da revista Blackwood's, e cuja capa era ilustrada por Charles Ricketts, mas essa não seguiu em diante e só veio a público após a morte de Wilde, sendo publicada em edição limitada de Mitchell Kennerley em Nova York em 1921, e numa primeira edição regular inglesa por Methuen em 1958, editada por Vyvyan Holland.
A estória é sobre uma tentativa de descobrir a identidade de Mr. W. H., a enigmática pessoa a quem Shakespeare dedicou seus sonetos. Isto é baseado numa teoria, criada por Thomas Tyrwhitt, que alega que os sonetos foram dedicados a Willie Hughes, representado no conto como um ator jovem especializado em papéis femininos na companhia de teatro de Shakespeare. Esta teoria depende da suposição de que Mr. W. H. é também Fair Youth, o tema da maioria dos poemas. A única evidência para a teoria é o próprio texto dos poemas (como o Soneto 20, que faz trocadilhos com "Will" e "Hues").